# عين الزيتون (ولاية أم البواقي)
عين زيتون بلدية بولاية أم البواقي.

## الموقع الجغرافي
تقع بلدية عين الزيتون في جنوب ولاية ام البواقي وهي من أكبر البلديات مساحة تشتهر البلدية بالزراعة
وخاصة القمح والشعير سكانها أمازيغ شاوية أغلبهم من بني ملول والحراكتة وقليل من السقنية وأولاد سي اونيس
والاعراب
تمتاز بتضاريس الأطلس الصحراوي حار وحاف صيفا وبارد ومطر شتائاوتقع فيها مكومداس المدينة التاريخية
في الطريق الرابط بين خنشلة وام البواقي
عانت هذه البلدية من ويلات الاستعمار كباقي بلديات ومداشر ودواوير الجزائر ومن ابرز شهدائها عجلي قدور
وهواري احمدوسامحوني ان لم اذكر البعض ارتقت إلى صنف بلدية سنة 1983 وأول رئيس بلدية هو لخضر بوخالفة
اما رئيس البلدة الحالي هو معوش كباش ويعاب على سكان هذه البلدية عدم استغلال كثرة الأراضي الزراعية
الموجودة بها حيث ان أغلب السكان يزرعون القمح والشعير ولا يهتمون بالخضر والفواكه والأشجار
الا مؤخرا وخاصة فاكهة البطيخ (الفقوس حيث يعادل جودة بطيخ سيق من حيث النوعية واللذة
كذلك نقص المواصلات وهذا يتحمله المسؤولون عن البلدية